# Porphyridiophyceae
A Porphyridiophyceae a vörösmoszatok (Rhodophyta) Proteorhodophytina ribocsoportjának kládja. Monotipikus csoport, egyetlen tagja a szintén monotipikus – kizárólag a Porphyridiaceae kládból álló – Porphyridiales, melybe 3 nemzetség (Erythrolobus, Flintiella, Porphyridium) tartozik.

## Történet
Első leírt nemzetsége a Porphyridium Nägeli 1849. Nägeli a Porphyridium cruentumot sorolta csak ide, melyet korábban a Porphyridium purpureum K. M. Drew et R. Ross 1965 szinonimájának is tekintettek.
A Porphyridiophyceae kládot 2006-ban írták le H. S. Yoon et al. Bár korábban a „bazális vörösmoszatkládok” közé sorolták, 2017-ben Muñoz‐Gómez et al. a Compsopogonales, Rhodellophyceae és Stylonematales kládokkal egyesítették a Proteorhodophytinába azután, hogy igazolták, hogy nem 4 különálló kládot alkotnak, hanem 1 klád különböző részei.
Az Erythrolobust Scott et al. írták le 2006-ban.

## Genetika
A Porphyridium cruentum ptDNS-e 220 483 bp, a Cyanidiophyceae kládénál 30–50%-kal hosszabb, a többi Proteorhodophytina-kládéhoz és az Eurhodophytina kládéhoz hasonló hosszú. A Porphyridium sordidum ptDNS-e azonban 259 429 bp, hosszabb az Eurhodophytinában szokásosnál. Ez utóbbi GC-tartalma 30,72%, és méretével leírásakor a legnagyobb ismert vörösmoszat-ptDNS volt.
Legnagyobb ptDNS-ű ismert faja a Flintiella sanguinaria, ennek ptDNS-e 370 672 bp, ebből 225 396 nem kódol, ezen belül 72 526 génközi, 152 870 pedig intron-DNS.:1679

## Filogenetika
Jelenleg 3 nemzetségét ismerték el 1 rendben és 1 családban:
- Porphyridium
- Flintiella
- Erythrolobus

A WoRMS szerint 5 nemzetsége van, el nem ismert nemzetségei a Rhodoplax és a Timspurckia.
Korábban a Porphyridiumot sorolták a vörösmoszatok mellett a cianobaktériumok és a valódi zöldmoszatok közé is.

## Morfológia
Egysejtű klád, a sejtben egy lebenyes, elágazó vagy csillag alakú kloroplasztisz van, melyben egyes fajokban van, másokban nincs pirenoid. Golgi-készüléke a mitokondriummal és az endoplazmatikus retikulummal is kapcsolatban áll, alacsony molekulatömegű energiatárolóként floridozidot használ.
Bár egysejtű, vékony extracelluláris mátrixa van, ez lehet nyálkaszerű vagy zselés.

## Élőhely
Tengeri, édesvízi és nedves szárazföldi területeken is megtalálható mezofil vörösmoszatklád.

## Életciklus
Ivartalanul osztódással szaporodik.

## Biokémia
Fikoeritrinjei lízissel és kromatográfiával nyerhetők ki.
Az Erythrolobus B-fikoeritrint, R-fikocianint és allofikocianint termel, szénhidrátként a floridozid mellett digeneazidot is használ.

## Jelentőség
A Flintiella sanguinaria exopoliszacharid- – például metil- és etil-galaktoxilán- – termelőként lehet használható fotobioreaktorokban. A Porphyridium cruentum a gyógyszeriparban fontos szerepet tölthet be, exopoliszacharidjai lehetséges gyógyszer- és bioüzemanyag-források.